# Martin nad Žitavou
Martin nad Žitavou – wieś (obec) na Słowacji, w kraju nitrzańskim, w powiecie Zlaté Moravce na Nizinie Naddunajskiej
.